# Wolfgang Hübner (Journalist)
Wolfgang Hübner (* 1959) ist ein deutscher Journalist. Nach dem Abgang von Tom Strohschneider im Jahr 2017 leitete er kommissarisch die Tageszeitung Neues Deutschland. Er bildete bis 2024 gemeinsam mit Uwe Sattler, Regina Stötzel und Ines Wallrodt die kollektive Chefredaktion dieser Zeitung, die in dieser Zeit in nd umbenannt worden ist.
Wolfgang Hübner absolvierte von 1981 bis 1985 sein Journalistik-Studium an der Sektion Journalistik an der Karl-Marx-Universität Leipzig. Er absolvierte ein Volontariat bei der Sächsischen Zeitung, dem Organ der Bezirksleitung Dresden der SED. Er wechselte 1985 zum Neuen Deutschland, dem Organ des ZK der SED. Beim ND war er lange im Ressort Bildung, ab 1990 dann im Ressort Innenpolitik tätig, ab 1998 als Ressortleiter. Im Jahre 2005 wurde er Mitglied der Chefredaktion des ND, der er bis 2024 angehörte. Seither ist er politischer Korrespondent beim nd. 
Hübner ist Mitautor des Buchs Lafontaines Linke. Im Jahre 2015 erschien sein Buch Mosekunds Merkzeugkasten, in dem Texte aus der ND-Kolumne Mosekunds Montag gesammelt sind.